# 盖灵
盖灵是德国莱茵兰-普法尔茨州的一个市镇。总面积2.94平方公里，总人口410人，其中男性215人，女性195人（2011年12月31日），人口密度139人/平方公里。